# تپه جمشید آباد
تپه جمشید آباد مربوط به دوره اشکانیان تا سده‌های اولیه دوران‌های تاریخی پس از اسلام است و در شهرستان دره‌شهر، بخش مرکزی، دهستان ارمو، ۵۵۰ متری جنوب شرق روستای جمشید آباد واقع شده و این اثر در تاریخ ۲۶ دی ۱۳۸۶ با شمارهٔ ثبت ۲۰۶۲۳ به‌عنوان یکی از آثار ملی ایران به ثبت رسیده است.